# ادوارد ساپیر
ادوارد ساپیر (به انگلیسی: Edward Sapir) (زادهٔ ۲۶ ژانویه ۱۸۸۴ – مرگ ۴ فوریه ۱۹۳۹) زبان‌شناس و مردم‌شناس برجستهٔ آمریکایی بود. او از پیشگامان زبان‌شناسی ساخت‌گرا و از بانیان فرضیه ساپیر-وورف به‌شمار می‌رود.
ساپیر در بخش آلمانی‌نشین پومرانی (لهستان امروزی) به دنیا آمد. وقتی که کودک بود، خانواده‌اش به ایالات متحده مهاجرت کردند. او در دانشگاه کلمبیا به تحصیل زبان‌شناسی پرداخت. و همان‌جا بود که تحت تاثیر فرانتس بوئاس قرار گرفت و بدین واسطه به زبان‌های بومی امریکا علاقمند شد. طی اتمام دورهٔ دکتری به کالیفرنیا رفت تا با آلفرد کروبر در زمینهٔ مستندسازی زبان‌های بومی همکاری کند. او به مدت پانزده سال در استخدام موسسهٔ مطالعات نظرسنجی زمین‌شناسی کانادا بود، تا اینکه در کنار لئونارد بلومفیلد به یکی از مهمترین زبان‌شناسان امریکایی تبدیل شد. 

## آثار
- «زبان»، ادوارد ساپیر، ترجمه علی‌محمد حق‌شناس، تهران: انتشارات سروش، ۱۳۷۶